# خولیو کل
خولیو کُل (اسپانیایی: Julio Coll‎؛ ‏ ۷ آوریل ۱۹۱۹ – ۱۷ ژانویهٔ ۱۹۹۳) یک فیلم‌نامه‌نویس، کارگردان فیلم، و تهیه‌کننده فیلم اهل اسپانیا بود. او بین سال‌های ۱۹۴۷ تا ۱۹۷۱ برای بیش از ۳۰ فیلم فیلمنامه نوشت. در سال ۱۹۷۲ نیز عضو هیئت داوران در بیست و دومین جشنواره بین‌المللی فیلم برلین بود.
از فیلم‌ها یا مجموعه‌های تلویزیونی که وی در آن‌ها نقش داشته است، می‌توان به تجارت منع‌شده اشاره نمود.